# Meltingen
Meltingen é uma comuna da Suíça, situada no distrito de Thierstein, no cantão de Soleura. Tem 5,79 km² de área e sua população em 2018 foi estimada em 660 habitantes.